# Ulrich Neymeyr
Ulrich Neymeyr (Worms-Herrnsheim, 12 de agosto de 1957) é bispo de Erfurt .

## Vida
Ulrich Neymeyr, que nasceu em Worms-Herrnsheim como terceiro filho de um graduado de negócios, entrou no seminário de Mainz depois de se formar no Rudi-Stephan-Gymnasium em Worms em 1975 e estudou Filosofia e Teologia Católica na Universidade Johannes Gutenberg. Após a formatura, ele recebeu em 12 de Junho de 1982 pelo bispo de Mainz Hermann Volk, a ordenação . Seus capítulos eram St. Francisco, Mainz-Lerchenberg e Maria Queen, Mainz-Drais, Devido ao excelente desempenho do exame, no entanto, ele foi lançado em 1984 para estudos de doutorado, que foi financiado por uma bolsa de graduação do estado da Renânia-Palatinado. Graduou-se em 1987 com uma dissertação sobre o assunto: "Professores cristãos no segundo século. Seu ensinamento, sua auto-imagem e sua história " .

## Tarefas e escritórios
Em agosto de 1987, o bispo Karl Lehmann o nomeou sub-governante e economista do seminário de Mainz. Depois de seis anos, foi confiado em 1993 com a administração de duas paróquias em Rüsselsheim . Em 2000, ele se tornou pastor em Worms-Horchheim e, ao mesmo tempo, dirigiu as paródias não-sacerdotais de Worms-Wiesoppenheim e Worms-Heppenheim / Offstein .
Em 20 de fevereiro de 2003, foi nomeado Bispo Titular de Maraguia pelo Papa João Paulo II e nomeou bispo-auxiliar na Diocese de Mainz. Ele recebeu a consagração episcopal junto com Werner Guballa em 21 de abril de 2003 pelo Karl Cardeal Lehmann na Catedral de Mainz. Os co-conselheiros eram da Nigéria Apostólica da Diocese de Mainz, na Bélgica e no Luxemburgo, Karl Josef Rauber, e o Bispo Auxiliar Wolfgang Rolly.
Ulrich Neymeyr serviu como vicário bispo sufragão para a pastoral juvenil, membro da comissão de jovens e com a comissão de jornalismo da conferência de bispos alemã , bem como vice-presidente da sociedade para a história da igreja do meio do Reno para a diocese de Mainz. Ele é atualmente membro da Comissão Ecumênica da Conferência Episcopal Alemã e presidente do seu Subcomitê de Relações Religiosas com o Judaísmo e é membro da Publizistische Kommission .
Em 19 de setembro de 2014, o Papa Francisco nomeou ele bispo de Erfurt. Sua inauguração ocorreu em 22 de novembro na Catedral de Erfurt.

## Escudo e divisa do bispo
| episcopado              | Brasão    | Brasão do escudo: |
| Bispo-auxiliar de Mainz | zentriert | O brasão de Bishop Neymeyr está em azul e branco ( prata ). Os três picos, na parte superior do escudo, pertencem ao brasão da família Dalberg, que tinha sua sede no castelo de Herrnsheim . Eles são parte do brasão do nascimento de Neymeyr e cidade natal Worms- Herrnsheim . Os dois peixes retratados na parte inferior do brasão são um antigo símbolo de Jesus Cristo. As letras gregas da palavra Fish Ichtys representam Jesus Cristo, Filho de Deus, Redentor. Em uma cruz, eles recordam o fato de que Jesus Cristo redimiu o mundo através da morte dele na cruz. Além disso, St. Ulrich , santo padroeiro do bispo, é sempre retratado com um peixe.                                                                                                 |
| Bispo de Erfurt         | zentriert | Com sua inauguração como bispo de Erfurt, Ulrich Neymeyr colocou um novo brasão. Isto é realizado em ouro, prata e vermelho. Os três picos, na parte superior do escudo, que lembra seu local de nascimento e cidade natal Worms-Herrnsheim, foram preservados. Por Karl Theodor von Dalberg , da família do tesoureiro da Worms , aqui cria uma conexão adicional com sua nova diocese. Também a roda de Mainz , que ocorre tanto no bispado como no brasão de Mainz, bem como no brasão de Erfurt, conecta duas etapas da vida do bispo. A chave, por sua vez, vem dos brasões da cidade de Worms, cidade natal do bispo, que - assim como o antigo bispado de Worms - São Pedro tem o patrono. Seu lema foi tomado por Neymeyr de seu tempo como Bispo Auxiliar. |

## Links da Web
- Vorstellung auf der Webseite des Bistums Mainz
- Cheney, David M. «bishop» (em inglês). Catholic-Hierarchy.org
- Bischofswappen von Ulrich Neymeyr als Bischof von Erfurt